# آنجلس کمپ (کالیفرنیا)
آنجلس کمپ (به انگلیسی: Angels Camp) شهری در شهرستان کالاوراس ایالت کالیفرنیا است که در سرشماری سال ۲۰۱۰ میلادی، ۳۸۳۶ نفر جمعیت داشته است.